# 十月黨群島
十月黨群島是俄羅斯的群島，屬於法蘭士約瑟夫地群島的一部分，行政方面由阿爾漢格爾斯克州負責管轄，位於霍恩洛厄島東北的巴倫支海，由7個島嶼組成，最高點海拔高度29米。